# Wie Pech und Schwefel
Wie Pech und Schwefel ist eine 17-teilige Familienserie von Barbara Engelke für das ZDF, die zwischen 1994 und 1997 in drei Staffeln samstags im Vorabendprogramm erstausgestrahlt wurden.

## Handlung
Thomas Wissmann ist Parfumeur und leitet eine traditionsreiche Parfüm-Fabrik im Rheingau, geerbt von den bei einem Verkehrsunfall tödlich verunglückten Eltern. Seither ist er als Ältester von fünf Geschwistern das neue "Familienoberhaupt". Schwester Annabelle hat eine Boutique, Fritz ist Rechtspfleger und verheiratet mit Ilona, seine Schwester Christine ist Lehrerin und der Jüngste, Micha ist Medizinstudent. Alle halten zusammen "wie Pech und Schwefel", mit den schönen Seiten eines engen Familienlebens, aber auch den Reibereien, die es unter Geschwistern gibt.
Zum Familienerbe gehört auch ein idyllisch gelegenes großes Anwesen, das Elternhaus der Wissmans. "Die Villa" ist renovierungsbedürftig ist und stellt eine Herausforderung für die Geschwister dar. Nicht nur wegen der Kosten, sondern auch weil ein skrupelloser Immobilienhai ein Auge auf das Anwesen geworfen hat.

## Hintergrund
Die Musik wurde von Mathou geschrieben.

## Episodenliste
| Nr. | Episodentitel           | Erstausstrahlung  |
| --- | ----------------------- | ----------------- |
| 1   | Die Villa               | 8. Oktober 1994   |
| 2   | Dessous                 | 15. Oktober 1994  |
| 3   | Versteckspiel           | 22. Oktober 1994  |
| 4   | Kamerad wider Willen    | 29. Oktober 1994  |
| 5   | True Love               | 5. November 1994  |
| 6   | Im Alleingang           | 12. November 1994 |
| 7   | Tapetenwechsel          | 20. November 1994 |
| 8   | Gewissensbisse          | 25. November 1994 |
| 9   | Schlechte Karten        | 2. Dezember 1995  |
| 10  | Männer, Männer…         | 9. Dezember 1995  |
| 11  | Herzlichen Glückwunsch! | 16. Dezember 1995 |
| 12  | Alles aus Liebe         | 4. Februar 1997   |
| 13  | Typisch Mann            | 11. Februar 1997  |
| 14  | Gefährliche Lüge        | 18. Februar 1997  |
| 15  | Ausgetrickst            | 25. Februar 1997  |
| 16  | Sommerliebe             | 4. März 1997      |
| 17  | Ganz in Weiß            | 11. März 1997     |